# Casla
Casla è un comune spagnolo di 151 abitanti situato nella comunità autonoma di Castiglia e León.